# Alice in Hell
Alice in Hell е името на дебютния албум на канадската траш метъл банда Annihilator от 1989 година. Съдържа изобилие от китарни рифове и сола, поднесени от Джеф Уотърс и Антъни Грийнъм. Много от текстовете на песните се занимават с човешкото съзнание и невменяемостта. През 2003 година е преиздаден от Roadrunner Records в двоен диск заедно с Never, Neverland.

## Списък на песните
1. Crystal Ann – 1:40
2. Alison Hell – 5:00
3. W.T.Y.D. (Welcome to Your Death) – 3:56
4. Wicked Mystic – 3:38
5. Burns Like a Buzzsaw Blade – 3:33
6. Word Salad – 5:49
7. Schizos (Are Never Alone) Parts I & II – 4:32
8. Ligeia – 4:47
9. Human Insecticide – 4:50

## Музиканти
- Джеф Уотърс – китари, бас
- Ранди Рампадж – вокал
- Денис Дюбо – беквокал
- Антъни Грийнъм – китари
- Уейн Дарли – бас
- Рей Хартман – барабани